# Wir müssen durch viel Trübsal, BWV 146
Wir müssen durch viel Trüsbal, BWV 146 (Cal que passem molt de sofriment), és una cantata religiosa de Johann Sebastian Bach per al tercer diumenge després de Pasqua, estrenada a Leipzig, probablement, el 12 de maig de 1726.

## Origen i context
No se sap amb certesa la data de composició, però no hi ha dubtes que Bach la compongué a Leipzig; atès que les altres dues cantates conegudes per a aquest diumenge s'estrenaren el 1724 i el 1725, se suposa que la primera data possible fou el 12 de maig de 1726. No pot descartar-se, però, que s'interpretés per primera vegada l'any 1728. D'autor anònim, sense descartar que sigui de Picander, empra un versicle dels Fets dels Apòstols (14, 22), per al primer número vocal; no es precisa quin és el coral que tanca la cantata, i l'elecció depèn dels intèrprets. El text fa al·lusió, en els tres moviments posteriors al cor, a l'evangeli del dia, Joan (16, 16-23), en què Jesús, anuncia la tristesa que vindrà per la seva propera desaparició; en canvi en els tres últims números, del 6 al 8, el text és ple de joia i esperança en la vida futura en el Regne de Déu. Per a aquest tercer diumenge després de Pasqua, conegut com a diumenge Jubilate per ser l'inici de l'introit de la missa llatina, es conserven altres dues cantates, la BWV 12 i la BWV 103.

## Anàlisi
Obra escrita per a soprano, contralt, tenor, baix i cor; flauta travessera, dos oboès, dos oboe da caccia, dos oboès d'amor, orgue concertant, corda i baix continu. Consta de vuit números.
1. Simfonia
2. Cor: Wir müssen durch viel Trüsbal (Cal que passem molt de sofriment)
3. Ària (contralt): Ich will nach dem Himmel zu (Jo vull anar al Cel)
4. Recitatiu (soprano): Ach! wer doch schon im Himmel wär! (A! tant de bo ja fos al Cel!)
5. Ària (soprano): Ich säe meine Zähren (Sembraré la meva angoixa)
6. Recitatiu (tenor): Ich bin bereit (Estic ben dispost)
7. Ària (duet de tenor i baix): Wie will ich mich freuen, wie will ich mich labe (Com m’alegraré, com em delectaré)
8. Coral: Denn wer selig dahin fähret (Qui cap allí se’n va feliç)

Els dos primers números procedeixen del Concert per a Clavecí en re menor, BWV 1052, que al seu torn, és una adaptació d'un anterior de violí i corda, perdut. En adaptar-lo a la cantata s'introdueixen els tres oboès i la part de clavecí es confia a l'orgue. El cor del número 2 és, també, una reelaboració del concert, amb la incorporació de les quatre veus. A l'ària de contralt, número 3, la veu amb el continu i un concertant magnífic del violí solista, canta la nostàlgia de l'eternitat en un punt de quasi exaltació mística. En el recitatiu del número 4, el soprano, acompanyat de la corda i el continu, insisteix en les contraposicions entre el món terrenal i el celestial. L'ària següent, és de gran bellesa i, de fet, és el centre de l'obra; el soprano va acompanyat de la flauta travessera amb caràcter concertant, una combinació poc habitual que recorda les sonates de flauta obligada, BWV 1030-1035. El recitatiu de tenor només té la funció de preparar el següent número, el duet de tenor i baix, un passatge quasi profà, on les veus, acompanyades de tota la corda i dos oboès, comencen de manera imitativa i continuen de forma simultània. Com s'ha indicat, no es coneix el coral final interpretat a l'estrena; aquí es proposa la novena estrofa de l'himne Lasset ab von euren Tränen de Gregorius Richter, tal com fan Nikolaus Harnoncourt, John Eliot Gardiner i Helmuth Rilling a les seves versions discogràfiques integrals. Té una durada aproximada d'uns quaranta minuts.

## Discografia seleccionada
- J.S. Bach: Das Kantatenwerk. Sacred Cantatas Vol. 8. Nikolaus Harnoncourt, Tölzer Knabenchor (Gerard Scdmidt-Gaden, director), Concentus Musicus Wien, Alan Bergius (solista del cor), Paul Esswood, Kurt Equiluz, Thomas Hampson. (Teldec), 1994.
- J.S. Bach: The complete live recordings from the Bach Cantata Pilgrimage. CD 17: Schlosskirche, Altenburg; 14 de maig de 2000. John Eliot Gardiner, Monteverdi Choir, English Baroque Soloists, Brigitte Geller, William Towers, Mark Padmore, Julian Clarkson. (Soli Deo Gloria), 2013.
- J.S. Bach: Complete Cantatas Vol. 15. Ton Koopman, Amsterdam Baroque Orchestra & Choir, Sibylla Rubens, Bogna Bartosz, James Gilchrist, Klaus Mertens. (Challenge Classics), 2004.
- J.S. Bach: Cantatas Vol. 44. Masaaki Suzuki, Bach Collegium Japan, Rachel Nicholls, Robin Blaze, Gerd Turk, Peter Kooij. (BIS), 2009.
- J.S. Bach: Church Cantatas Vol. 45. Helmuth Rilling, Gächinger Kantorei, Bach-Collegium Stuttgart, Helen Donath, Marga Höffgen, Kurt Equiluz, Hanns-Friedrich Kunz. (Hänssler), 1999.